# Mejoramiento por mutación

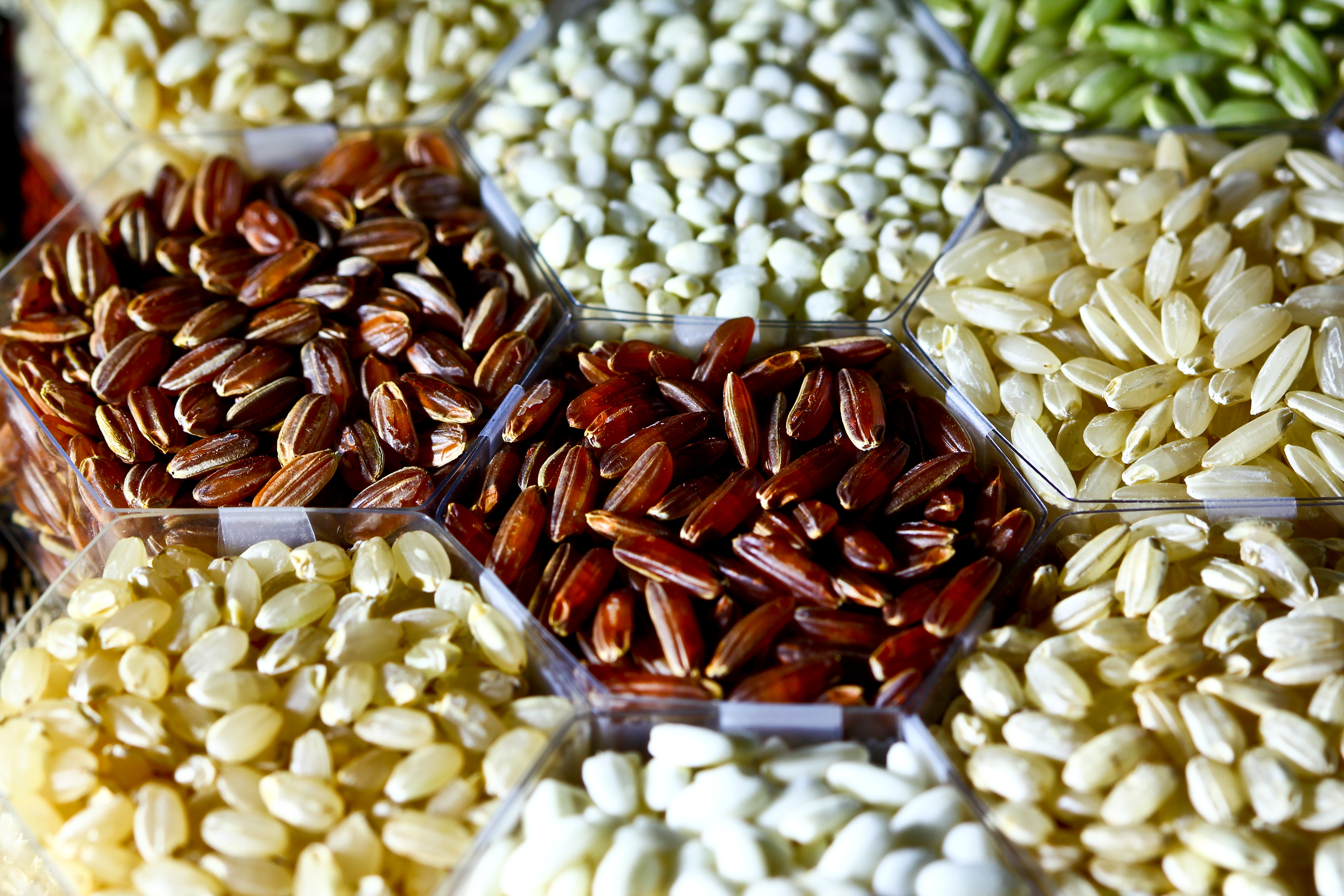
Granos de arroz, diversidad del arroz.

El mejoramiento por mutación, a veces denominado "mejoramiento por variación", es el proceso de exponer las semillas a productos químicos o radiación para generar mutantes con rasgos deseables para ser criados con otros cultivares. Las plantas creadas usando mutagénesis a veces se llaman plantas mutagénicas o semillas mutagénicas. De 1930 a 2014 se liberaron más de 3200 variedades de plantas mutagénicas que se derivaron como mutantes directos (70%) o de su progenie (30%). Las plantas de cultivo representan el 75% de las especies mutagénicas liberadas y el 25% restante de plantas ornamentales o decorativas. Sin embargo, aunque la FAO/OIEA informó en 2014 que más de 1.000 variedades mutantes de los principales cultivos básicos se cultivaban en todo el mundo, no está claro cuántas de estas variedades se usan actualmente en la agricultura u horticultura en todo el mundo, ya que estas semillas son no siempre identificado o etiquetado como de origen mutagénico.

## Proceso
Existen diferentes tipos de reproducción mutagénica, como el uso de mutágenos químicos como metanosulfonato de etilo y sulfato de dimetilo, radiación o transposones para generar mutantes. El mejoramiento por mutación se usa comúnmente para producir rasgos en cultivos como semillas más grandes, nuevos colores o frutas más dulces, que no se pueden encontrar en la naturaleza o se han perdido durante la evolución.

## Mejora de radiación
La exposición de las plantas a la radiación a veces se denomina mejoramiento de radiación y es una subclase de mejoramiento mutagénico. El mejoramiento por radiación se descubrió en la década de 1920 cuando Lewis Stadler, de la Universidad de Misuri, usó rayos X en el maíz y la cebada. En el caso de la cebada, las plantas resultantes eran blancas, amarillas, amarillo pálido y algunas tenían rayas blancas. En 1928, Stadler publicó por primera vez sus hallazgos sobre la mutagénesis inducida por radiación en las plantas. Durante el período 1930–2004, las variedades mutantes inducidas por la radiación se desarrollaron principalmente utilizando rayos gamma (64%) y rayos X (22%).
La reproducción por radiación puede tener lugar en jardines atómicos; y las semillas han sido enviadas a la órbita para exponerlas a más radiación cósmica.

## Uso de mutágenos químicos
Las altas tasas de aberraciones cromosómicas resultantes de la radiación ionizante y los efectos perjudiciales acompañados hicieron que los investigadores buscaran fuentes alternativas para inducir mutaciones. Como resultado, se ha descubierto una variedad de mutágenos químicos. Los mutágenos químicos más utilizados son los agentes alquilantes. El metanosulfonato de etilo (MSE) es el más popular debido a su efectividad y facilidad de manejo, especialmente su desintoxicación a través de la hidrólisis para su eliminación. Los compuestos nitrosos son los otros agentes alquilantes ampliamente utilizados, pero son sensibles a la luz y se deben tomar más precauciones debido a su mayor volatilidad. El MSE se ha convertido en un mutágeno de uso común para desarrollar grandes cantidades de mutantes para el cribado, como en el desarrollo de poblaciones Tilling. Aunque muchos productos químicos son mutágenos, solo unos pocos se han utilizado en la reproducción práctica, ya que las dosis deben optimizarse y también porque la eficacia no es alta en las plantas para muchos. 

## Historia
Según la historiadora de jardines Paige Johnson

Después de la Segunda Guerra Mundial, hubo un esfuerzo concertado para encontrar usos "pacíficos" para energía atómica. Una de las ideas era bombardear las plantas con radiación y producir muchas mutaciones, algunas de las cuales, se esperaba, darían lugar a plantas que perforaban más o eran resistentes a las enfermedades o al frío o simplemente tenían colores inusuales. Los experimentos se llevaron a cabo principalmente en jardines gigantes de rayos gamma en los terrenos de laboratorios nacionales en los EE. UU., pero también en Europa y países de la antigua URSS.

## Comparación con otras técnicas agronómicas
En el debate sobre los alimentos genéticamente modificados, el uso de procesos transgénicos a menudo se compara y contrasta con procesos mutagénicos. Si bien la abundancia y variación de los organismos transgénicos en los sistemas alimentarios humanos, y su efecto sobre la biodiversidad agrícola, la salud del ecosistema y la salud humana está algo bien documentada, las plantas mutagénicas y su papel en los sistemas alimentarios humanos son menos conocidas, como un periodista escribió: 
"Aunque poco conocido, el mejoramiento por radiación ha producido miles de mutantes útiles y una fracción considerable de los cultivos del mundo ... incluyendo variedades de arroz, trigo, cebada, peras, guisantes, algodón, menta, girasoles, maní, pomelo, sésamo, plátanos, yuca y sorgo". 
En Canadá, los cultivos generados por el mejoramiento por mutación enfrentan las mismas regulaciones y pruebas que los cultivos obtenidos por ingeniería genética. Las variedades mutagénicas tienden a estar disponibles gratuitamente para el fitomejoramiento, en contraste con muchas variedades de plantas comerciales o germoplasma que cada vez tienen más restricciones en su uso como términos de uso, patentes y tecnologías de restricción de usuarios genéticos propuestos y otra propiedad intelectual regímenes y modos de ejecución. 
A diferencia de los cultivos genéticamente modificados, que generalmente implican la inserción de uno o dos genes objetivo, las plantas desarrolladas a través de procesos mutagénicos con cambios genéticos aleatorios, múltiples e inespecíficos se han discutido como una preocupación, pero no están prohibidas por los estándares para productos orgánicos de ninguna nación. Los informes de la Academia Nacional de Ciencias de los EE. UU. afirman que no existe una justificación científica para regular los cultivos genéticamente modificados y no hacerlo para los cultivos reproductores por mutación.
Varias compañías de alimentos orgánicos y semillas promueven y venden productos orgánicos certificados que se desarrollaron utilizando mutagénesis química y nuclear. Varias marcas orgánicas certificadas, cuyas compañías apoyan el etiquetado estricto o la prohibición total de los cultivos transgénicos, comercializan su uso de trigo de marca y otras cepas varietales que se derivaron de procesos mutagénicos sin ninguna referencia a esta manipulación genética.  Estos productos orgánicos van desde ingredientes mutagénicos de cebada y trigo utilizados en cervezas orgánicas hasta variedades mutagénicas de pomelos que se venden directamente a los consumidores como orgánicos.

## Nuevas técnicas mutágenas

### Endonucleasas de restricción
El interés en el uso de endonucleasas de restricción bacteriana (RE, del inglés restriction endonucleases) para estudiar las roturas de doble hebra en el ADN vegetal comenzó a mediados de los noventa. Se descubrió que estas roturas en el ADN, también conocidas como DSB, son la fuente de mucho daño cromosómico en eucariotas, lo que causa mutaciones en variedades de plantas. Los RE inducen un resultado en el ADN vegetal similar al de las radiaciones ionizantes o los productos químicos radiomiméticos. Se encontró que las roturas de extremos romos en el ADN, a diferencia de las roturas de extremos pegajosos, producen más variaciones en el daño cromosómico, lo que las convierte en el tipo de rotura más útil para la reproducción por mutaciones. Si bien la conexión de los RE con las aberraciones cromosómicas se limita principalmente a la investigación del ADN de mamíferos, el éxito en los estudios en mamíferos hizo que los científicos llevaran a cabo más estudios de cromosomas y ADN dañados en los genomas de cebada inducidos por RE. Debido a la capacidad de las endonucleasas de restricción para facilitar el daño en los cromosomas y el ADN, las ER tienen la capacidad de usarse como un nuevo método de mutagénesis para promover la proliferación de variedades de plantas mutadas.

### Cría espacial
La capacidad de las plantas para desarrollarse y prosperar depende de condiciones como la microgravedad y la radiación cósmica en el espacio. China ha estado experimentando con esta teoría enviando semillas al espacio, probando para ver si los vuelos espaciales causarán mutaciones genéticas. Desde 1987, China ha cultivado 66 variedades mutantes del espacio a través de su programa de reproducción espacial. Las aberraciones cromosómicas aumentaron enormemente cuando las semillas se enviaron al espacio aeroespacial en comparación con sus contrapartes terrestres. El efecto de los vuelos espaciales sobre las semillas depende de su especie y variedad. 
Por ejemplo, el trigo criado en el espacio experimentó un gran crecimiento en la germinación de semillas en comparación con su control terrestre, pero el arroz criado en el espacio no tuvo una ventaja visible en comparación con su control. Para las variedades que fueron mutadas positivamente por los vuelos espaciales, su potencial de crecimiento excedió no solo el de sus contrapartes cultivadas en la Tierra, sino también el de sus contrapartes irradiadas en la Tierra. En comparación con las técnicas mutagénicas tradicionales, las mutaciones obtenidas en el espacio tienen mayor eficacia porque experimentan efectos positivos en su primera generación de mutación, mientras que los cultivos irradiados a menudo no ven mutaciones ventajosas en sus primeras generaciones. Aunque múltiples experimentos han demostrado los efectos positivos de los vuelos espaciales sobre la mutación de semillas, no existe una conexión clara sobre qué aspecto de la industria aeroespacial ha producido mutaciones tan ventajosas. 
Existe mucha especulación acerca de que la radiación cósmica sea la fuente de aberraciones cromosómicas, pero hasta ahora no ha habido evidencia concreta de tal conexión. Aunque se ha demostrado que el programa de reproducción espacial de China tiene mucho éxito, el programa requiere un gran presupuesto y apoyo tecnológico que muchos otros países no están dispuestos o no pueden proporcionar, lo que significa que este programa es inviable fuera de China. Debido a tales restricciones, los científicos han estado tratando de replicar la condición espacial en la Tierra para promover las mismas mutaciones nacidas del espacio en la Tierra. Una de esas réplicas es un espacio libre de campo magnético (MF), que produce un área con un campo magnético más débil que el de la Tierra. El tratamiento con MF produjo resultados mutagénicos y se ha utilizado para cultivar nuevas variedades mutantes de arroz y alfalfa. Otras réplicas de las condiciones espaciales incluyen la irradiación de semillas mediante un haz pesado de iones de litio o partículas mixtas de alta energía. Estas variedades espaciales ya se están presentando al público. En 2011, durante la Exposición Nacional de Flores de Loto en China, un loto mutante, llamado "Sol del Espacio Exterior", se mostró en la feria de flores.

### Tecnología de haz de iones
Los haces de iones mutan el ADN eliminando múltiples bases del genoma. En comparación con las fuentes tradicionales de radiación, como los rayos gamma y los rayos X, se ha demostrado que los haces de iones causan roturas más graves en el ADN que son más difíciles de tejer de nuevo, lo que hace que el cambio en el ADN sea más drástico que los cambios causados por los tradicionales irradiación. Los rayos de iones cambian el ADN de una manera que lo hace lucir muy diferente a su composición original, más que cuando se utilizan técnicas de irradiación tradicionales. La mayor parte de la experimentación, utilizando tecnología de haz de iones, se ha realizado en Japón. Las instalaciones notables que utilizan esta tecnología son TIARA de la Agencia de Energía Atómica de Japón, la Instalación de Investigación del Acelerador RIKEN y varias otras instituciones japonesas. Durante el proceso de radiación con haz de iones, las semillas se encajan entre dos películas de kapton y se irradian durante aproximadamente dos minutos. Las frecuencias de mutación son notablemente más altas para la radiación de haz de iones en comparación con la radiación de electrones, y el espectro de mutación es más amplio para la radiación de haz de iones en comparación con la radiación de rayos gamma. El espectro de mutación más amplio se reveló a través de la gran variedad de fenotipos florales producidos por los haces de iones. Las flores mutadas por los rayos de iones exhibían una variedad de colores, patrones y formas. Mediante la radiación de haz de iones, se han cultivado nuevas variedades de plantas. Estas plantas tenían las características de ser resistentes a la luz ultravioleta B, resistentes a enfermedades y deficientes en clorofila. La tecnología de haz de iones se ha utilizado en el descubrimiento de nuevos genes responsables de la creación de plantas más robustas, pero su uso más frecuente es comercialmente para producir nuevos fenotipos de flores, como los crisantemos rayados.

### Polen maduro tratado con radiación gamma
La radiación gamma se utiliza en el polen de arroz maduro para producir plantas parentales que se utilizan para el cruzamiento. Los rasgos mutados en las plantas parentales pueden ser heredados por sus plantas descendientes. Debido a que el polen de arroz tiene una vida útil muy corta, los investigadores tuvieron que lanzar rayos gamma en los picos cultivados de las plantas de arroz. A través de la experimentación, se reveló que había una mayor variedad de mutaciones en el polen irradiado que en las semillas secas irradiadas. El polen tratado con 46 Gy de radiación gamma mostró un aumento en el tamaño de grano en general y otras variaciones útiles. Normalmente, la longitud de cada grano era más larga después del cruce de plantas de arroz parentales irradiadas. La progenie del arroz también exhibió un rostro menos calcáreo, mejorando el aspecto de las plantas de arroz parentales. Esta técnica se utilizó para desarrollar dos nuevos cultivares de arroz, Jiaohezaozhan y Jiafuzhan, en China. Además de facilitar la creación de estos dos cultivares de arroz, la irradiación de polen de arroz maduro ha producido aproximadamente doscientas líneas de arroz mutantes. Cada una de estas líneas produce granos de arroz de mayor calidad y tamaño.
Las mutaciones producidas por esta técnica varían con cada generación, lo que significa que una mayor reproducción de estas plantas mutadas podría producir nuevas mutaciones. Tradicionalmente, la radiación gamma se utiliza únicamente en plantas adultas y no en el polen. La irradiación de polen maduro permite que las plantas mutantes crezcan sin estar en contacto directo con la radiación gamma. Este descubrimiento contrasta con lo que se creía anteriormente sobre la radiación gamma: que solo podía provocar mutaciones en las plantas y no en el polen.

## Variedades de mutágenos notables
Argentina
- Cacahuete Colorado irradiado (mutante creado con rayos X; alto contenido de grasa y el rendimiento, el 80% de los cacahuetes cultivados en Argentina en la década de 1980 fue Colorado irradiado)[24]
- Arroz mutante Puita INTA-CL (resistencia a herbicidas y buen rendimiento; también se cultiva en Bolivia, Brasil, Costa Rica y Paraguay)

 Australia
- Variedad mutante de arroz Amaroo (60-70% del arroz cultivado en Australia era Amaroo en 2001)[24]

 Bangladés
- Mutantes de arroz Binasail, Iratom-24 y Binadhan-6[24]
- Variedad mutante de frijol mungo Binamoog-5

 Cuba
- Tomate Maybel mutante (excelente resistencia a la sequía)[24]
- Mutante de arroz GINES (creado mediante radiación de protones; crece bien en condiciones saladas)

 China
- Mutantes de soja de la serie Henong[24]
- Arroz Jiahezazhan y Jiafuzhan (mutaciones obtenidas por irradiación de polen; alto rendimiento y calidad, muy adaptable, resistente a la tolva y al viento)
- Algodón Lumian Número 1[25]
- Purple Orchard 3 Batata[26]
- Soja Tiefeng 18
- Arroz Yangdao Número 6
- Trigo Yangmai 156
- Arroz mutante Zhefu 802 (irradiado con rayos gamma; resistente al añublo del arroz, buen rendimiento incluso en malas condiciones, la variedad de arroz más plantada entre 1986-1994)[27]
- 26 Mutante de arroz Zhaizao indica (creado con rayos gamma)

 República Checa
- Cebada diamant (mutante de baja altura y alto rendimiento creado con rayos X)[28]

 Egipto
- Arroz mutante de alto rendimiento Giza 176 y Sakha 101[24]

 España
 Finlandia
- Mutante de cebada Balder J (mejor resistencia a la sequía, rendimiento y brotación)[24]
- Mutantes de avena de paja rígida Puhti y Ryhti

 Francia
- Girasoles con alto oleico (que cubren más de 50 % de la superficie cultivada de girasol)

 Alemania
 Ghana
- Yuca mutante Tek bankye (aumento de contenido de materia seca)[24]

 India
- Mutantes del frijol mungo Co-4, Pant Mung-2 y TAP[24]
- Algodón MA-9: el primer algodón mutante del mundo, lanzado en 1948 (radiación de rayos X; tolerancia a la sequía, alto rendimiento)
- PNR-381 Arroz[29] : 189
- Garbanzos mutantes Pusa 408 (Ajay), Pusa 413 (Atul), Pusa 417 (Girnar) y  Pusa 547 (resistentes a las enfermedades del tizón y marchitez por Ascochyta, y tienen altos rendimientos)
- Trigo Sharbati Sonora : 189
- Tau-1,[25] MUM 2, BM 4, LGG 407, LGG 450, Co4, Dhauli (TT9E) y Pant moong-1 blackgram (resistencia al virus YMC (virus del mosaico amarillo) )
- Mutantes de maní TG24 y TG37

 Italia
- Trigo duro (especialmente el mutante Creso, creado con neutrones térmicos)[30][31]

 Japón
- Pera Osa Gold (resistencia a enfermedades)[32]
- La mayoría de las variedades de arroz cultivadas en Japón tienen el alelo mutante sd1 de la variedad de arroz Reimei[25]

 Birmania
- Arroz mutante Shwewartun (creado mediante la irradiación de arroz IR5 para obtener un mejor rendimiento, calidad de grano y madurez más temprana)[24]

 Pakistán
- Arroz mutante Basmati 370 de altura corta[27]
- Algodón mutante NIAB-78 (alto rendimiento, tolerante al calor, maduración temprana)
- Garbanzo mutante CM-72 (creado con 150 Gy de rayos gamma; de alto rendimiento, resistente al tizón)[33]
- Frijol mungo mutante NM-28 (altura baja, maduración uniforme y temprana, alto rendimiento de semillas)
- Lenteja mutante NIAB Masoor 2006 (creado con 200Gy de la radiación; maduración temprana, alto rendimiento, resistentes a la enfermedad)

 Perú
- Cebada mutanteUNA La Molina 95  (desarrollada en 1995 para crecer por encima de los 3000 m)[34]
- "Kiwicha" mutante amaranto centenario (grano de alta calidad y exportado como producto orgánico certificado)
- Cebada mutante Centenario II (desarrollada para el cultivo en el altiplano andino con alto rendimiento, harina de alta calidad y tolerancia al granizo)

 Sudán
- Banana casi mutante (mejor calidad, alto rendimiento y mejor soporte)[24]

 Tailandia
- RD15 y RD6 mutantes de arroz índico aromático (creado con rayos gamma y lanzado en 1977; RD 15 es de maduración temprana, RD6 tiene un valioso endospermo glutinoso) Tailandia es el mayor exportador de arroz aromático del mundo[24]

 Reino Unido
- Cebada Golden Promise (mutante semi-enana tolerante a la sal creada con rayos gamma)[35] Se utiliza para hacer cerveza y whisky[36]

 Estados Unidos
- Arroz Calrose 76 (arroz de altura corta inducido con rayos gamma)[29] : 189
- Cebada Luther y Pennrad (variedades mutantes de alto rendimiento; Pennrad también resistente al invierno)[24]
- Peppermint Murray Mitcham (tolerancia a la marchitez por Verticillium)  : 189
- Frijol Sanilac (radiación de rayos X; mutante de alto rendimiento - también las variedades de frijoles Gratiot y Sea-way fueron cruzadas a partir de Sanilac)
- Trigo Stadler (mutante de alto rendimiento con resistencia al carbón suelto y la roya de la hoja y madurez más temprana)
- Variedades Star Ruby y Rio Red del Grapefruit Rio Star (creado utilizando técnicas de neutrones térmicos)  : 189
- Peppermint Todd Mitcham  (tolerancia a la marchitez por Verticillium)  : 189

 Vietnam
- VND 95-20, VND-99-1 y mutantes de arroz VN121 (mayor rendimiento, mejor calidad, resistencia a enfermedades y plagas)[37]
- DT84, DT96, DT99 y DT 2008 mutantes de la soja (desarrollados con rayos gamma para producir tres cultivos al año, tolerancia al calor y al frío y resistencia a las enfermedades)[38]

En 2014, se informó que se habían entregado oficialmente a los agricultores vietnamitas 17 variedades mutantes de arroz, 10 variedades de soja, dos de maíz y una de crisantemo. El 15% del arroz y el 50% de la soja se produjeron a partir de variedades mutantes.

## Lanzamiento por nación
Ya para 2011, el porcentaje de todas las variedades mutagénicas liberadas a nivel mundial, por país, era: : 187 
- (25,2%)República Popular de China
- (15,0%) Japón
- (11,5%) India
- (6,7%) Rusia
- (5,5%) Países Bajos
- (5,3%) Alemania
- (4,3%) Estados Unidos
- (2,4%) Bulgaria
- (1,7%) Vietnam
- (1,4%) Bangladés